# 婚姻控除
婚姻控除（こんいんこうじょ）とは、イギリスにおける税金控除制度の一種。

## 概説
イギリスには納税者本人についての基礎控除制度があるが、イギリスの婚姻控除は配偶者の一方が自らの基礎控除の全額を使い切れなかった場合にその残額を一定の限度で他方の配偶者の基礎控除額に移転することができる制度である。
なお、日本の配偶者控除の制度は配偶者の存在を要件に夫婦それぞれの基礎控除等に加えて追加的に控除を行う制度であり、イギリスの婚姻控除とは異なる制度である。